# Proteína X asociada a Bcl-2
El regulador de apoptosis BAX, también conocido como bcl-2-like protein 4, es una proteína que se codifica en humanos por el gen BAX. BAX forma parte de la familia génica Bcl-2. Los miembros de la familia BCL2 forman heterodímeros u homodímeros y actúan como reguladores antiapoptóticos o proapoptóticos que están involucrados en una amplia variedad de actividades celulares. Esta proteína forma un heterodímero con BCL2 y funciona como activador apoptótico. Se expone que esta proteína interactúa con el canal aniónico dependiente de voltaje (VDAC, por sus siglas en inglés) mitocondrial y aumenta la apertura de este, lo que lleva a una pérdida de potencial de membrana y a la liberación de citocromo c. La expresión de este gen se regula a través del supresor de tumores P53 y se ha demostrado su implicación en la apoptosis mediada por P53.

## Estructura
El gen BAX fue el primer miembro proapoptótico identificado de la familia de proteínas Bcl-2. Los miembros de la familia Bcl-2 comparten uno o más de los cuatro dominios característicos de homología, denominados los dominios de homología Bcl-2 (dominios BH, por sus siglas en inglés, de nombre BH1, BH2, BH3 y BH4), y pueden formar heterodímeros u homodímeros. Estos dominios están compuestos de nueve hélices α, con un núcleo de hélice α hidrófobo rodeado de hélices anfipáticas y una hélice α transmembrana C-terminal anclada a la membrana mitocondrial externa (MOM, por sus siglas en inglés). Un surco hidrófobo formado a lo largo del C-terminal de α2 hasta el N-terminal de α5 y algunos residuos de α8, se une al dominio BH3 de otras proteínas BAX o BCL-2 en su forma activa. En la forma inactiva de la proteína, el surco se une a su dominio transmembrana, transfigurándola de una proteína unida a la membrana a una proteína citosólica. Un surco hidrófobo más pequeño formado por las hélices α1 y α6 se encuentra en el lado opuesto de la proteína del surco principal y puede funcionar como lugar de activación de BAX.
Se han identificado ortólogos del gen BAX en la mayoría de los mamíferos de los que se dispone de datos genómicos completos.

## Función
En células sanas de mamíferos, la mayoría de BAX se encuentra en el citosol, pero al comenzar la señalización apoptótica, Bax sufre un cambio conformacional. Tras producirse la inducción de la apoptosis, el BAX se asocia a la membrana de los orgánulos y, particularmente, a la membrana mitocondrial. 
Se cree que BAX interactúa e induce la apertura del canal mitocondrial aniónico dependiente de voltaje, el VDAC. Alternativamente, un número creciente de pruebas sugiere que el BAX y/o Bak activados forman un poro oligomérico, un MAC,  en la MOM (la membrana mitocondrial externa). Esto provoca la liberación del citocromo c y otros factores proapoptóticos de la mitocondria,  lo que a menudo se conoce como la permeabilización de la membrana mitocondrial externa, algo que lleva a la activación de las caspasas. Este hecho define un papel directo para el BAX en la permeabilización de la membrana mitocondrial externa. La activación de BAX se estimula a través de varios factores abióticos, incluyendo el calor, el peróxido de hidrógeno, el pH bajo o alto y la remodelación de la membrana mitocondrial. Adicionalmente, puede activarse al unirse a BCL-2, así como a proteínas de otras familias génicas, como p53 y Bif-1.Por otro lado, BAX volverse inactivo al interactuar con VDAC2, Pin1 e IBRDC2.

## Importancia clínica
La expresión de BAX se regula al alza a través de la proteína supresora de tumores p53 y se ha probado su implicación en la apoptosis mediada por p53. La proteína p53 es un factor de transcripción que, al activarse como parte de la respuesta celular al estrés, regula una gran cantidad de genes objetivo en sentido 5' a 3', incluyendo BAX. Se ha demostrado que la estirpe silvestre de p53 aumenta la transcripción de un plásmido informador quimérico que hace uso de la secuencia promotora de consenso de BAX aproximadamente 50 veces más que la p53 mutante. Por ello es probable que p53 promueva las propiedades apoptóticas de BAX in vivo como factor de transcripción primario. Sin embargo, p53 también posee un papel independiente de la transcripción en la apoptosis. Particularmente, p53 interactúa con BAX, promoviendo su activación así como su inserción en la membrana mitocondrial.
Los fármacos que activan BAX, como el ABT-737, un mimético de BH3, son prometedores como tratamiento contra el cáncer al inducir la apoptosis en las células cancerosas. Por ejemplo, se ha observado que la asociación de HA-BAD a BCL-xL y la interrupción concomitante de la interacción BAX:BCL-xL revierte parcialmente la resistencia al paclitaxel en células de cáncer de ovario humano. Entretanto, la apoptosis excesiva presente en condiciones como la lesión por reperfusión de isquemia y la esclerosis lateral amiotrófica podría beneficiarse de los inhibidores de fármacos de BAX.

## Interacciones

Vista general de vías de transducción de señales involucradas en la apoptosis.

Se ha demostrado que la proteína X asociada a Bcl-2 interactúa con:
- Bcl-2,
- BCL2L1,
- BCL2A1
- SH3GLB1,
- SLC25A4,
- VDAC1,
- TCTP,
- YWHAQ,
- Bid,
- Bim,
- Puma,
- Noxa,
- Mfn2,
- colesterol, y
- cardiolipina.